# Deysi Cori
Deysi Estela Cori Tello est une joueuse d'échecs péruvienne née le 2 juillet 1993 à Lima.
Grand maître international féminin depuis 2010, elle a remporté le championnat du monde d'échecs junior féminin en 2011, le championnat continental panaméricain féminin à trois reprises (en 2011, 2016 et 2017) et le championnat panaméricain de 2016.
Au 1er octobre 2016, Deysi Cori est la première joueuse péruvienne et la 63e joueuse mondiale avec un classement Elo de 2 399.
Elle a participé au championnat du monde d'échecs féminin en 2010, 2012 et 2015 et fut éliminée à chaque fois au premier tour de la compétition et à cinq olympiades (en 2004, 2010, 2012, 2014 et 2016).
En 2015, elle remplaça son frère Jorge Cori lors de la coupe du monde d'échecs 2015 (mixte) et fut éliminée au premier tour par Vladimir Kramnik.

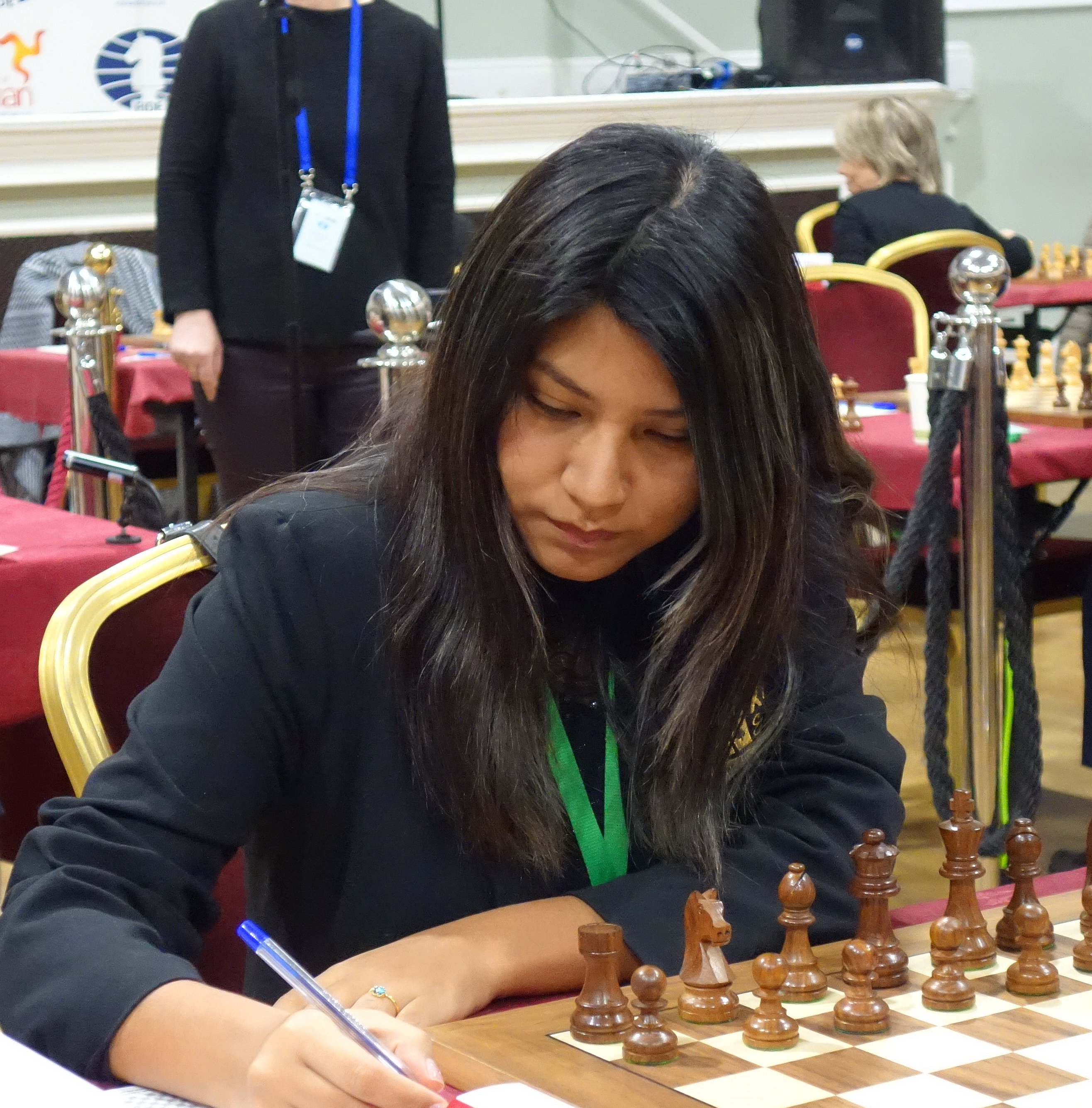
Deysi Cori en 2023